# Non-être
Le non-être est un concept philosophique qui peut être défini très simplement comme l’absence d’être, ou encore comme un défaut d’existence et d’état. La question du non-être est résolument ontologique et non vitaliste : s’interroger sur la question du non-être ne revient pas seulement à se demander si le non-être est absence de vie, mais bien à tenter d’appréhender l’absence d’être. De plus, le non-être peut « être » en tant qu’il est « autre chose » que l’être en lui-même, et on comprend cela au regard d’auteurs pour lesquels l’existence ne constitue qu’une réalité parmi d’autres, comme Leibniz par exemple. La question de l’existence – ou de l’inexistence – du non-être est intéressante en tant qu’elle traverse absolument toute la philosophie occidentale, des penseurs présocratiques (on pense à Parménide et à Héraclite) jusqu’aux penseurs contemporains (et parmi eux Martin Heidegger). Le non-être est souvent confondu, parfois à tort, avec le « néant » lorsqu’il est absence d’être, et ainsi, parler de non-être reviendrait à disserter sur la question du nihilisme. Or comme dit précédemment, le non-être n’est pas seulement absence d’être, il peut également être « écart avec l’être », et donc un « être-autre-chose ». Cependant, la question du non-être se rapproche indéniablement de la question du nihilisme.

## Antiquité

### L'opposition ontologique entre Parménide et Héraclite
Parménide d’Élée, et par extension l’école éléatique, inaugurent la question ontologique de l’être et du non-être. Parménide affirme dans son Traité de la nature que l’être « est » puisqu’il[Qui ?] accède à la vérité et qu’il est immobile. Comment comprendre cela ? Puisque l’être est, et qu’il accède à l’intelligible, du domaine de la vérité, l’être ne peut jamais être altéré : donc il n’est pas engendré et n’est pas en mouvement. Puisque l’être est immobile, il est un Étant : donc un être qui est de tous temps. Ainsi, puisque l'être est, le non-être ne peut pas être.
En opposition à l'argument ontologique de Parménide, Héraclite d’Éphèse considère l'être comme mouvant et absolument contingent. L’être est changeant, l’étant n’est jamais fixé. Dans son propre Traité de la nature, Héraclite développe l'idée selon laquelle le feu est le principe primordial de l'univers, et donc que notre univers est livré à un cycle ininterrompu de création et de destruction. En appliquant donc l’idée de fluctuation propre au feu à l’être, il en résulte que cet être devient changeant, perpétuellement en devenir. Puisque tout est soumis au changement, rien n’est fixé, on ne peut rien opposer ni rien apparenter. Si rien n'est identifiable, alors on ne peut pas plus affirmer "l'être est" que "le non-être n'est pas".
L'opposition ontologique entre Parménide et Héraclite pose les bases de la question du non-être.

### LeTraité du non-êtrede Gorgias
L'histoire se souvient bien plus de Gorgias de Leontinoi comme du titre de l’œuvre de Platon que de sa contribution philosophique. Dans le Traité sur le non-être rapporté par Sextus Empiricus, Gorgias dit : « Il n’est rien. D’ailleurs si c’est, c’est inconnaissable. D’ailleurs si c’est, et si c’est connaissable, ce n’est pourtant pas montrable aux autres ». Ainsi, Gorgias développe trois thèses qui justifient l'existence du non-être: premièrement, rien n'existe. Comment le justifier? Puisque si quelque chose existe, on ne peut l'appréhender et donc il est impossible de le connaître. Et quand bien même il serait possible de connaître la chose particulière, il serait impossible d'en témoigner. Ainsi, selon Gorgias, le non-être est, bien plus que l'être lui-même.

### La position de Platon dans leParménide
L'essentiel de la position platonicienne sur la question ontologique est contenu dans le Parménide, ouvrage intitulé ainsi en l'honneur de l'initiateur de cette question ontologique. Dans ses dialogues, Platon développe l'idée selon laquelle l'être est soit en mouvement soit au repos, donc que son état est variable. Ainsi, si l'état de l'être peut varier, alors la frontière entre être et non-être devient plus floue, et on peut affirmer que l'être est pénétré de non-être. Si l'être est soit au repos soit en mouvement, alors la position particulière de l'être (repos ou mouvement) est nécessairement absence de l'autre position (repos ou mouvement): par exemple, lorsque l'être est en mouvement, son repos est "non-être" et donc n'est pas. L'être pour Platon implique donc toujours une part de non-être et inversement.

### Le non-être comme négation de l'être pour Aristote
La question ontologique traverse toute la Métaphysique d’Aristote, si bien que pour Martin Heidegger, il fut le premier à formuler clairement une image de l’être en tant qu’être. On comprend aisément ceci puisque pour Aristote, la métaphysique est la science de l’être en tant qu’être. Aristote réinvente la question ontologique en complexifiant la définition de l’être : tout d’abord, « l’être se dit en plusieurs sens ». On peut trouver quatre sens à l’être : l’être selon la substance (qui est l’être défini par Parménide), l’être par l’accident (en opposition à l’essence, cette définition de l’être est chère aux sophistes), l’être selon les valeurs de vérité et de fausseté, et enfin l’être en acte et en puissance. En outre, Aristote appréhende l’être selon des catégories : la substance, la qualité, la quantité, la relation, le lieu, le temps, la position, la possession, l’action et la passion. L’être pour Aristote prend ainsi une dimension absolument inédite. Mais que faire du non-être ? On le retrouve bien chez Aristote, mais uniquement comme négation de l’être : si l’être d’une chose est vrai, donc si la chose considérée est réelle, alors à l’inverse, la négation de cette chose, donc son inexistence, laisse transparaître le non-être. Une chose existe, alors elle est, si elle n’est pas, alors elle « non-est ».

### La reprise duParménidepar Platon
La tradition néo-platonicienne reprend l’ontologie définie dans le Parménide de Platon. Plotin dans ses Ennéades identifie le non-être à l’Un. L’Un est l’unité intelligible pure, il s’oppose à l’être en tant que ce dernier s’identifie au Noûs (qui est la fonction intellective de l’être) qui accède aux Idées. Si le Noûs, ou Intellect, accède à la pluralité intelligible, donc aux Idées éternelles, alors le Noûs, identifié à l’être, devient multiple. Or si l’être est multiple, alors l’Un s’y oppose, et si l’Un s’oppose à l’être, alors il s’identifie au non-être.

## Le Moyen Âge
On observe un renouveau de la question ontologique au Moyen Âge, celle-ci s’apparente à des concepts transcendantaux et/ou éminemment métaphysiques : on s’interroge par exemple sur le non-être du temps, sur le non-être de Dieu (c’est le sujet du discours apophatique et du discours d’éminence) ou encore sur le non-être comme fondement de l’homme. En somme, la philosophie médiévale est intime du thème ontologique du non-être.

### Le non-être du temps chez Saint Augustin
La question ontologique du non-être est bien présente chez Saint Augustin, lorsque celui-ci s’interroge sur l’être du temps dans ses Confessions : tout simplement, le temps n’existe pas. Le passé n’existe pas au niveau ontologique : il n’existe plus ; le futur n’existe pas encore et enfin le présent aussitôt existant aussitôt disparu. Pourtant nous mesurons le temps, mais subjectivement l’image du temps (le vécu) est différente et changeante. Ce qui compte pour Augustin c’est la notion de durée. Il faut établir que c’est notre mémoire qui nous fait vivre cette durée purement objective. Le temps est une distensio animi, une distension de l’âme qui permet de relier mon passé, mon présent et mon futur. Ainsi donc, la question du non-être est bel et bien présente chez Saint Augustin, et s’apparente au temps.

### Les trois discours de Pseudo-Denys
Denys l’aréopagite, ou Pseudo-Denys détermine dans son Traité des noms divins que Dieu est inconnaissable et incompréhensible en raison de sa transcendance. Or comment peut-on logiquement nommer Dieu sans sacrifier sa transcendance : donner un nom ou faire rentrer un nom dans une proposition et prédiquer une qualité à un sujet, c’est faire de celui-ci un égal atteignable et rendre Dieu disponible. Comment peut-on donc parler de Dieu, et le peut-on seulement ? Denys présente trois discours possibles : premièrement la via causalitatis ou discours cataphatique à travers lequel on peut parler de Dieu comme « cause de », par exemple dire que « Dieu est juste » signifie que « Dieu est cause de justice ». Le second discours est en lien direct avec la question ontologique du non-être : il s’agit de la via negationis, ou discours apophatique : si on ne peut parler de Dieu en tant que « Dieu est », alors on peut dire tout ce que Dieu n’est pas, et donc plonger plus en avant dans la question du non-être : ainsi dire que « Dieu n’est pas juste » signifie que « Dieu n’est d’aucune justice que je peux concevoir ». Enfin le dernier discours permet de nier tout à fait l’être même de Dieu, en tant que ce dernier dépasse la conception humaine : il s’agit de la via eminentiae, ou discours d’éminence. Ainsi, à travers le discours d’éminence, on ne pourrait dire « Dieu est bon » ou « Dieu est mauvais », puisque l’être même de Dieu est au-delà de ces deux affirmations. Ainsi le non-être de Dieu s’exprime dans le rapport que les hommes entretiennent avec celui-ci et dans la façon dont ils en parlent.

### Non-être et abîme dans la pensée de Maïmonide
Moïse Maïmonide, penseur juif, développe dans son Guide des égarés la théorie selon laquelle on ne peut prédiquer aucune qualité ni nomme Dieu puisque tout attribut ou tout nom entacherait l’unité absolue du divin. Pour exemple : dire Dieu est bon est incorrect puisque cela revient à affirmer que Dieu n’est que bon, et n’est que Dieu. Parler ainsi de Dieu est infiniment dépréciatif puisque toute qualité limite son infinité. Maïmonide affirme ainsi dans son Guide des égares : « l'attribut positif indique toujours une partie de la chose qu'on désire connaître ». Donc, puisqu’on ne peut parler de Dieu puisque parler (positivement) de Dieu revient à limiter son unité, alors il faut choisir le discours apophatique. Puisqu’on ne peut parler positivement de Dieu, alors il faut nier ce qui n’est pas propre à Dieu afin de mieux cerner son unité et accepter l’abîme qui sépare Dieu et les hommes. Le non-être de Dieu s’exprime donc non seulement dans le discours apophatique mais également dans l’écart entre divin et créature.

### La transcendance de l'apophase par Maître Eckhart
Le discours apophatique prend une dimension toute nouvelle avec Maître Eckhart qui affirme que le langage humain peut bel et bien parler de Dieu tant qu’il le nie jusqu’au néant. La théologie négative que développe Eckhart permet de saisir Dieu par le néant. Selon le philosophe, l’homme est « capable de Dieu » en l’homme il y a une trace de la divinité. Pour être plus précis, le fond (grünt) de l’homme contient ce qu’Eckhart nomme le Gotheit, ou « déité » en français. Le grünt est antérieur à la création et est trace du Gotheit : comment donc accéder au grünt en nous et donc prétendre saisir la déité ? En tendant à l’extrémité du discours apophatique, par la voie mystique de l’Abgrunt (« abîme ») : plonger dans cette négativité, c’est nier tout attribut et se nier soi-même afin de se transcender et de ne faire qu’un avec la divinité. Maître Eckhart affirme : « Toute créature est de soi néant car Dieu a créé toute chose pour qu’elle fusse, et avant toute chose, il n’y a rien ». Cette théologie négative repousse les limites du non-être jusqu’à a-néantir toute trace de l’être.

## Philosophie moderne

### Dieu est, Dieu n'est pas: le choix de Pascal
La position pascalienne sur la question ontologique est orientée, à la manière des penseurs médiévaux, vers Dieu. La particularité de la pensée de Pascal est de considérer l’être et le non-être de Dieu à parts égales afin de les comparer. C’est par cette considération que Pascal construit son pari : le croyant comme l’incroyant ont tout intérêt à croire en Dieu, puisque si Dieu n’est pas, alors ni le croyant ni l’incroyant ne le saura, alors que si Dieu est, le croyant se trouvera avantagé, tandis que l’incroyant devra souffrir l’éternité en enfer. La réflexion de Pascal est purement utilitariste : il ne se contente pas d’affirmer ou d’infirmer l’existence de Dieu mais présente les conséquences de l’être ou du non-être du divin.

### Théodicée et non-être pour Leibniz
Gottfried Willhelm Leibniz affirme dans ses Essais de Théodicée que l’homme évolue dans « le meilleur des mondes possible ». Pour Leibniz, l’univers dans lequel nous nous trouvons est nécessairement le meilleur univers imaginable et possible puisqu’il est choisi et créé par Dieu : or une telle affirmation entraîne de lourdes conséquences sur la question ontologique du non-être. Premièrement, affirmer que notre univers est le meilleur possible, entend que tout autre univers n’est pas : ainsi le non-être est multiple et possiblement infini puisqu'il s'applique à l'infinité d'univers possibles. Deuxièmement, le non-être se corrèle au problème du mal : si notre univers « est par Dieu », alors l’existence du mal est impossible, puisque cela signifierait que la mal émerge de Dieu. Les Essais de Théodicée de Leibniz permettent donc d’affirmer deux choses : le non-être est infini, ou à tout le moins multiple, et le non-être du mal.

### De Baumgarten et Wolff à la révolution kantienne
Le passage ontologique dans la Critique de la Raison pure d’Emmanuel Kant, « sans importance considérable » selon les mots de son auteur, est pourtant une véritable révolution philosophique (comme l’œuvre de Kant en général). Mais pour comprendre la théorie ontologique de Kant, il faut comprendre l’origine de sa pensée. Kant fut très influencé par Alexander Baumgarten et par Christian Wolff qui ont chacun théorisé le non-être à leur manière, et la théorie kantienne ne peut être comprise en dehors de cet héritage. Ainsi, dans la Metaphysica, Baumgarten (comme Wolff) distingue deux sens du non-être : le nihil negativum et le nihil privativum. Il y a tout d’abord le non-être en tant que la chose considérée ne peut pas être d’elle-même, comme par exemple un triangle dont la somme des angles n’est pas égale à 180°, c’est impossible : c’est le nihil negativum. Autrement, le non-être peut être nihil privativum, donc un étant concevable mais contradictoire : comme imaginer que César ne franchisse pas le Rubicon par exemple, c’est un fait concevable mais qui n’est pas assimilable au réel.
Une fois cela compris, la théorie kantienne s’éclaire. Dans l’amphibologie des concepts de la réflexion (appendice), Kant présente le non-être comme une « modalité » applicable au concept, à l’intuition et à l’objet. Kant divise le non-être en quatre : le non-être comme concept vide sans objet, ou comme objet vide d’un concept, comme intuition vide sans objet, ou bien comme objet vide sans concept. Le non-être peut être un concept vide sans objet (exemple du noumène, de la chose en soi), il peut être objet vide d’un concept (exemple d'une ombre), intuition vide sans objet (l’espace par exemple) ou le non-être comme objet vide sans concept (ce qui s’apparente au nihil negativum de Baumgarten).